# Tottori prefektur
Tottori prefektur (鳥取県; Tottori-ken) är belägen i Chugoku-regionen på ön Honshu, Japan. Residensstaden är Tottori.

## Administrativ indelning
Prefekturen var 2016 indelad i fyra städer (shi) och femton landskommuner (-chō eller -son). Landskommunerna grupperas i fem distrikt (-gun).
. Distrikten har ingen egentlig administrativ funktion utan fungerar i huvudsak som postadressområden.
Städer:
- Kurayoshi
- Sakaiminato
- Tottori
- Yonago

Distrikt och kommuner:
| - Hino distrikt - Hino - Kōfu - Nichinan - Iwami distrikt - Iwami | - Saihaku distrikt - Daisen - Hiezu - Hōki - Nanbu | - Tōhaku distrikt - Hokuei - Kotoura - Misasa - Yurihama | - Yazu distrikt - Chizu - Wakasa - Yazu |

## Galleri

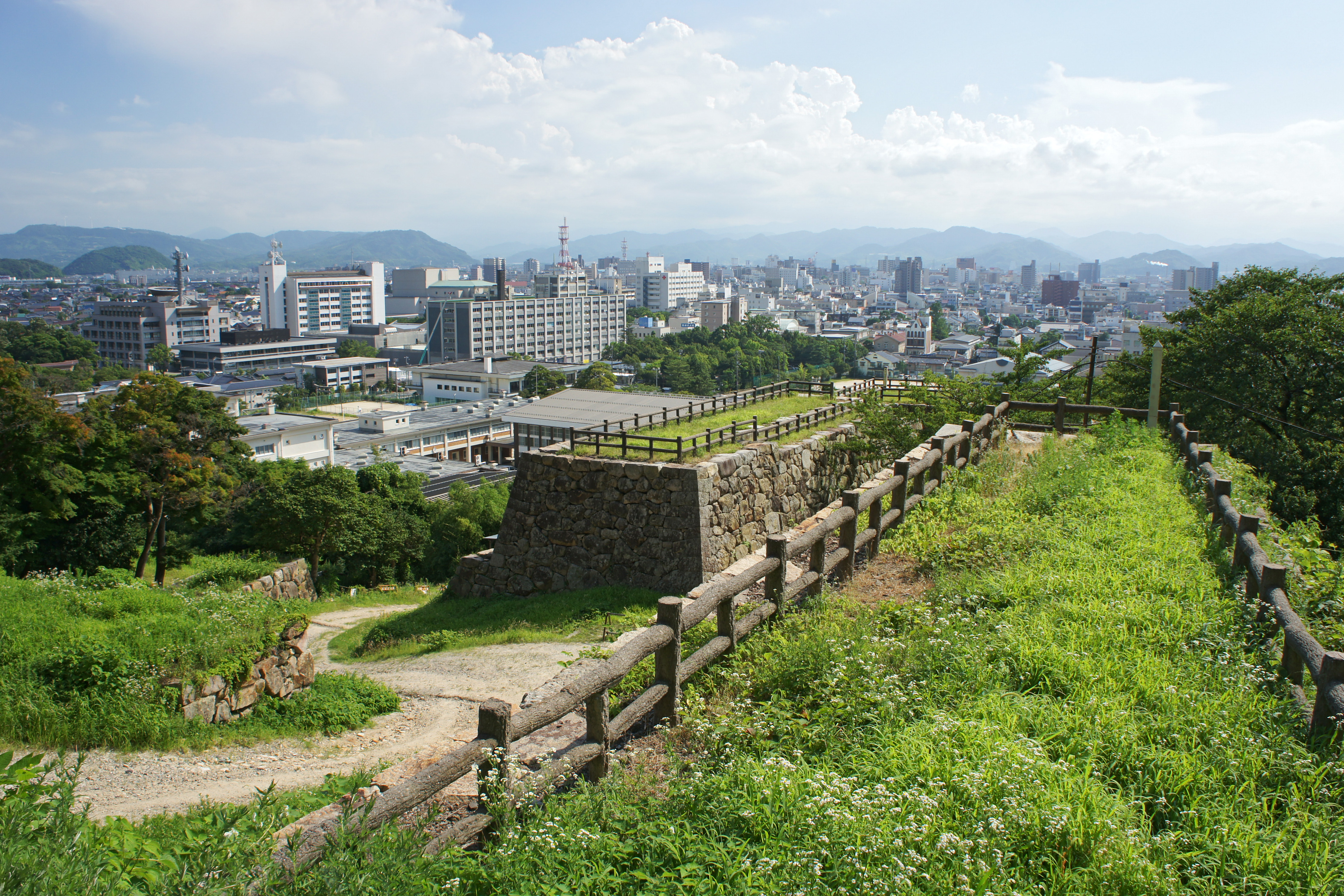
Tottori stad
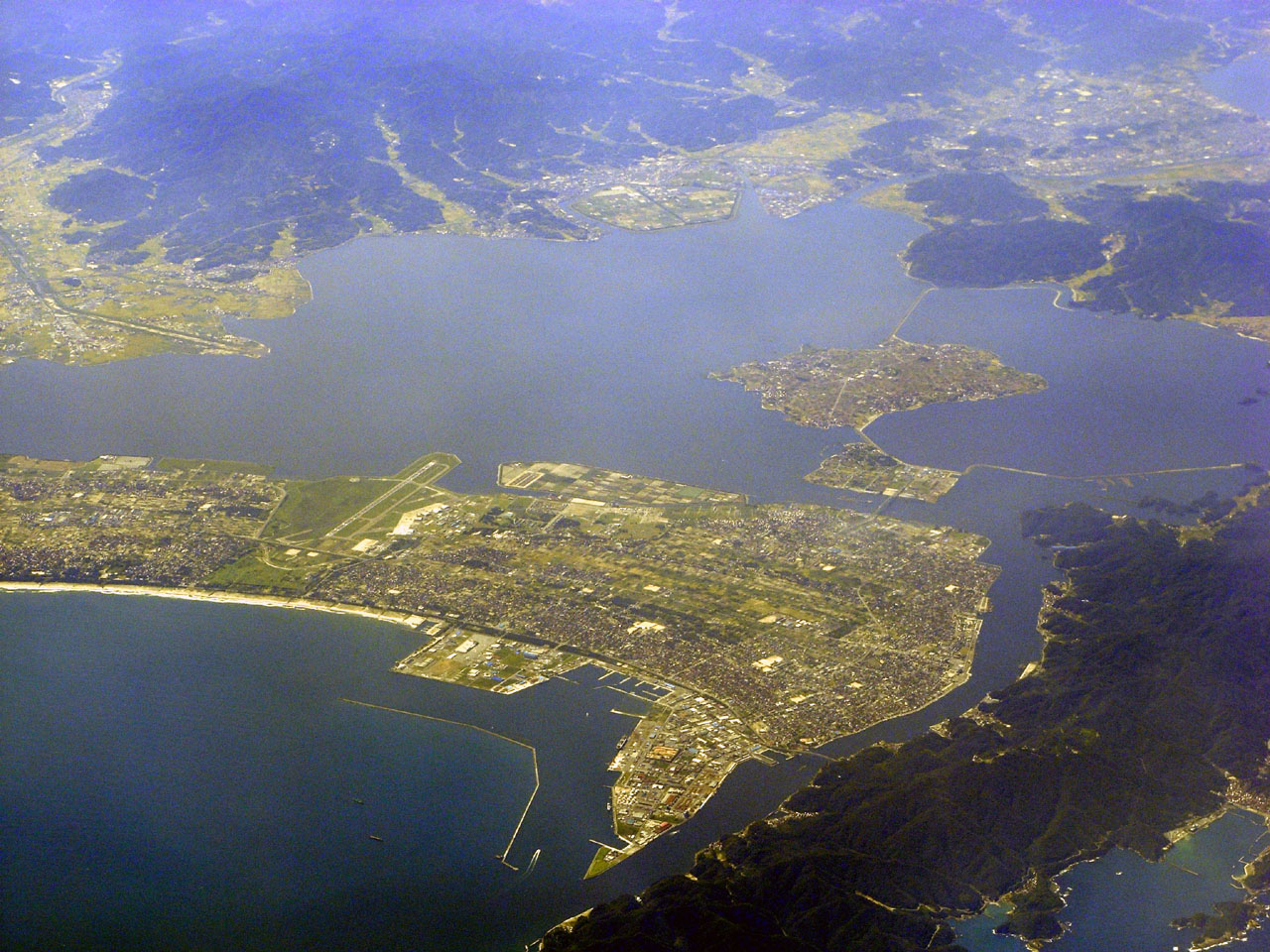
Sakaiminato
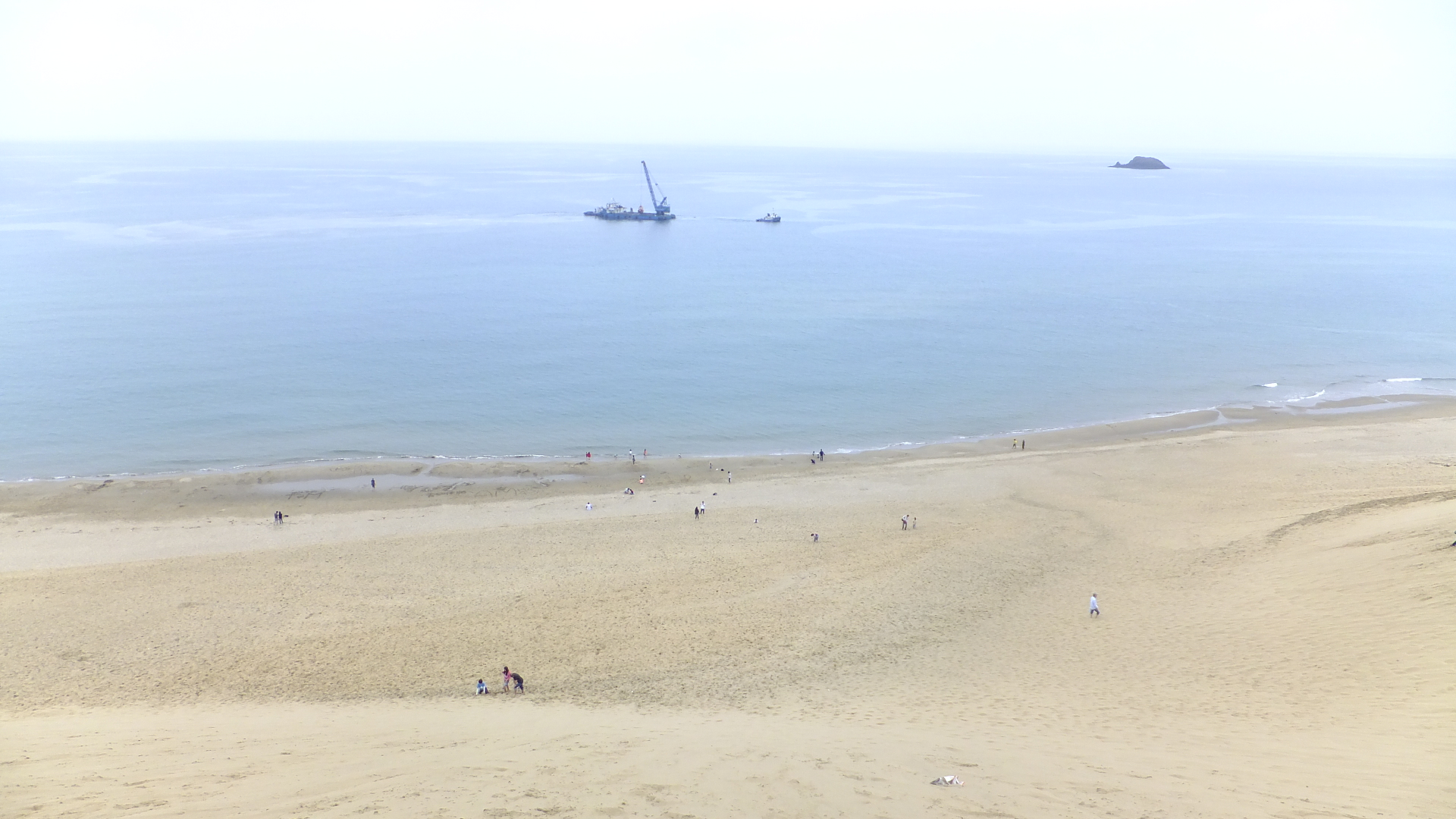
Sanddynerna i Tottori